# Pałac w Pisarzowicach (województwo opolskie)
Pałac w Pisarzowicach – zabytkowy pałac, który znajduje się w Pisarzowicach, na ziemi prudnickiej.

## Historia
Pałac we współczesnej formie powstał około połowy XVIII wieku. Zostały mu nadane cechy późnobarokowe. Należał do rodziny Oppersdorfów i pełnił rolę wiejskiej rezydencji. Nazywany był Wdowim Zamkiem (niem. Witwenschloss).
Pałac był użytkowany po II wojnie światowej. W pomieszczeniach ustawiono ścianki działowe, obiekt zyskał również nowy dach. Stanowi własność prywatną.

## Architektura
Budowla wzniesiona na planie prostokąta, w południowej części wsi. Przez budynek przechodził przejazd od frontu na zaplecze. Na bramach tamże monogramy z literą „O” i koroną hrabiowską – znak Oppersdorffów. Pałac posiada bogate zdobienia, wyobrażenia kolumn i nisz. Znajdują się przy nim zabudowania folwarku z obszernym dziedzińcem.